# Joan Font i Pujol
Joan Font i Pujol (Olesa de Montserrat 3 de maig de 1949) és un actor i director teatral i d'òpera català.

## Biografia
Joan Font i Pujol s'inicia en el món del teatre a través de les representacions d'Els Pastorets i La Passió al seu poble natal, Olesa de Montserrat. Ja de bon principi s'interessa pel folklore i la teatralitat lligats a la tradició catalana, els espectacles de carrer i les possibilitats escèniques i expressives de les màscares. Amb només disset anys es trasllada a Barcelona per ampliar la seva formació als Estudis Nous, on coneix Albert Boadella, Albert Vidal, Maria Aurèlia Capmany, Josep Anton Codina i Josep Montanyès. L'any 1968, amb José Tamayo, participa d'ajudant de direcció en el nou muntatge de La Passió, en el qual s'actualitza i es modernitza la posada en escena. A la vegada, s'encarrega de la il·luminació dels espectacles de varietats de Capmany i Jaume Vidal Alcover a La Cova del Drac (Varietats 2 o La cultura de la Coca-Cola, 1969; Varietat de varietats, 1975); també fa d'il·luminador a La fira de la mort (1970), text de Vidal Alcover representat pel Grup d'Estudis Teatrals d'Horta. Es titula a l'Institut del Teatre (1970) i estudia amb Jacques Lecoq a la seva escola de París (1971).
En els cercles del teatre independent neix, a Barcelona, Comediants (Creu de Sant Jordi, 1996) el 19 de novembre de 1971, companyia de la qual és membre fundador. Mentre Font és a França, el grup es consolida. Un any després estrena a Olesa de Montserrat Non plus plis, la primera obra del grup, una gran festa protagonitzada per elements característics de la cultura popular (capgrossos, gegants) en què es reflexiona sobre les estructures de poder i la temporalització de la vida a través de les festivitats. A partir d'aquest moment, Font treballa incansablement amb Comediants com a actor, creador i director. A Non plus plis segueixen Catacroc (1973), Taller (1976), Plou i fa sol (1976), Sarau de gala (1976) i Sol, solet (1978), primer espectacle des d'un escenari a la italiana. A fi d'afavorir el treball del col·lectiu, el 1976 la companyia es trasllada a Canet de Mar, on el 1983 adquireixen uns terrenys (Vil·la Soledat) que esdevenen, a partir de 1987, el Centre de Creació La Vinya. L'arribada a la població del Maresme coincideix amb la celebració de les Sis Hores de Cançó i el festival Canet Rock, en el qual dinamitzen les animacions de carrer de la mà de la Companyia Elèctrica Dharma. El 1980, en el marc de la Biennal de Venècia, Maurizio Scaparro convida Comediants a recuperar la celebració del carnaval. Aquesta experiència internacional representa un gran impuls per a la companyia. Al mateix temps, Font, col·laborant amb l'Ajuntament de Tàrrega i Xavier Fàbregas (com a cap del Servei de Cinematografia i Teatre de la Generalitat de Catalunya), impulsa la primera Fira del Teatre, Trifulques i Xim-Xim al Carrer, embrió de FiraTàrrega, un dels certàmens de teatre més importants de Catalunya. A continuació, Font dirigeix espectacles com Dimonis (1981), un dels espectacles de Comediants que més espectadors han vist, Alè (1984), La nit (1987) i Mediterrània (1991).
L'incendi del seu espai de creació (1990) fa que Font i la companyia es plantegin abandonar el projecte. Això no obstant, l'activitat continua, i l'any 1992 és un dels més actius del col·lectiu: destaquen les participacions a l'Exposició Universal de Sevilla (presentació de la mascota i cavalcada diària, La màgia del temps) i als Jocs Olímpics de Barcelona (presentació de la mascota i acte de cloenda). La coordinació d'aquests muntatges demostra que Font s'ha especialitzat en la direcció de grans esdeveniments i espectacles multitudinaris. A partir de 1992 la companyia afronta dificultats econòmiques que en canvien l'organització. El 2 de febrer de 1995 s'estrena al Teatre Romea Llibre de les bèsties, una versió de l'obra de Ramon Llull a partir de màscares animals, que confirma la importància de les màscares en el treball creatiu de Font. Val a dir que representa el primer espectacle de text de Comediants.
Al llarg dels anys noranta i principi de 2000, Font crea i dirigeix amb Comediants un gran nombre d'espectacles per a espais i ocasions molt diverses, com ara inauguracions i cerimònies de cloenda, anuncis de televisió, grans celebracions, l'animació de parcs temàtics (per exemple, Port Aventura, 1995-1996), festivals, actes esportius, etc. El muntatge de La flauta màgica (1999), al Liceu, inaugura les relacions de Font amb el món de l'òpera. A aquest projecte el seguirà la versió per a públic familiar La petita flauta màgica, estrenada el 2001 i que encara avui es representa. També de 2001 és BI: Dos mons, dues mirades, amb la col·laboració de la Companyia Acrobàtica de la Xina, que Font havia conegut en el muntatge d'El sol d'Orient (1999). La incursió en el terreny operístic continua amb Orfeo ed Euridice (2002), D'òpera (2003), amb fragments de diverses òperes, i la sarsuela La verbena de la Paloma (2004).
Amb l'arribada de Sergi Belbel a la direcció artística del Teatre Nacional de Catalunya (temporada 2005-2006), Font forma part del comitè assessor del teatre fins a l'any 2008. Des de 2007 s'ha centrat en la direcció artística d'òperes, produïdes per Comediants i estrenades arreu del món: La cenerentola (2007-2008); Faust-Bal (2009); L'italiana in Algeri (2009); Il barbiere di Siviglia (2011).
A banda de les produccions amb la companyia de Canet de Mar, Font ha participat com a director artístic en tota mena de propostes teatrals i escèniques: Uuuuh!, de Gerard Vázquez (2006); El gran secret / El petit secret, amb Albert Espinosa (2006); Tren de somnis, de Jordi Sabatés (2007); Las mil y una noches, amb Frederic Amat i Paco Ibáñez (2008); Esperando a Godot, de Samuel Beckett (2012), una producció d'Excéntrica Producciones estrenada a Sevilla; Fantasia by Escribà, amb el pastisser Christian Escribà (2014); Fang i Setge: el musical del 1714 (2014); Suite de l'aigua, de Carlota Baldrís (2014).
A més a més, de la mà de Comediants, col·labora en projectes audiovisuals, editorials, pedagògics i expositius. L'any 2012 es presenta el documental Comediants: amb el sol a la maleta, un repàs dels 40 anys d'història de la companyia.

## Significació
La carrera artística de Joan Font amb Comediants, exercint de director, creador i actor, ha significat la reivindicació d'un teatre festiu, lúdic i participatiu, amb la voluntat d'acostar-se al públic. Des de Non plus plis, Font ha creat un llenguatge propi arrelat en el folklore català, les festes tradicionals i la mitologia mediterrània, que es vehicula a través d'una concepció molt visual dels espectacles. En conseqüència, Font integra múltiples codis i elements escènics com ara el gest, les màscares, la música, el text, la màgia, la dansa, les projeccions i els efectes visuals. Font ha aplicat el seu imaginari en la confecció de tota mena d'espectacles i intervencions teatrals, parant especial atenció en la invasió de l'espai públic. També ha impulsat iniciatives culturals tan diverses com ara la recuperació del Teatre Odeón de Canet de Mar, la Fira Tàrrega, el Mercat de les Flors o la Sala Villarroel. A la vegada, les seves obres, fonamentades d'inici en el treball del col·lectiu, van servir des dels anys setanta per recuperar l'activitat teatral a Catalunya i l'Estat espanyol. A través de les gires i dels encàrrecs arreu, Font ha permès la internacionalització de la cultura catalana. Encara avui, Joan Font és un dels directors catalans amb més projecció internacional, fet que la direcció artística d'òperes a teatres de tot el món demostra.

## Realitzacions

### Cinema i televisió
- 1976-1979. Terra d'escudella (TV). Direcció: Lluís Maria Güell, Roger Justafré, Mercè Vilaret et al.
- 1982. Somni d'un carrer. Direcció: Joan Martí Valls.
- 1985. Karnabal. Direcció: Carles Mira.
- 1990. Teveo denoche (TV). Direcció: Comediants.
- 1993. Hem fet el 10! (TV). Direcció: Comediants.
- 2000. Babaouo. Direcció: Manuel Cussó-Ferrer.
- 2012. Comediants: Amb el sol a la maleta. Direcció: Elisenda Dalmau i Héctor Muniente.

### Selecció d'òperes
Direcció escènica
- La flauta màgica, al Gran Teatre del Liceu de Barcelona
- La petita flauta màgica; Orfeó d'Euridice, de Gluck, al Festival de Peralada (2002)
- La verbena de la Paloma, al Festival de Granada (2004)
- La Cenerentola, que va ser una coproducció del Welsh National Opera, el Houston Grand Opera, el Liceu de Barcelona i el Grand Théatre de Genève (2007-2008); i la seva versió per al públic infantil, La Cenicienta; l'òpera de nova creació Faust-Bal, al Teatre Real de Madrid (2009)
- Allegro Vivace, per l'espectacle del Petit Liceu dedicat al públic familiar; la Cenerentola de Rossini, per a la Canadian Opera Company, que es va estrenar el 2011 al teatre Four Seasons de Toronto.

Direcció artística
- L'Italiana in Algeri, de Gioacchino Rossini (2009), al Teatre Real de Madrid, amb coproducció del Gran Teatre de l'Òpera de Houston, el Teatre de l'Òpera de Bordeaux.

Direcció d'òpera
- La Flauta Màgica de Mozart, a l'Auditori de Murcia (2010).
- Persèfone, al Festival Txékhov de Moscou (2011), presentat al mateix any al Centre Dramàtic Nacional de Madrid i al Teatre Lliure de Barcelona
- Tot esperant Godot, de Samuel Becquet, a Sevilla (2012);
- La Cenerentola de Rossini, al Seattle Opera i Los Angeles Opera.
- El barber de Sevilla, coproduïda per la Canadian Opera Company i el Houston Grand Opera (2011).

## Reconeixements
- 2011. Medalla d'Honor del Festival Castell de Peralada.[2]

## Publicacions
- Comediants. Sol Solet: Versió lliure, sensorial, lliure i còsmica i literària de l'espectacle Sol Solet. Direcció artística: Salvador Saura i Ramon Torrente. Barcelona: Edicions de l'Eixample, 1983 (2a edició en castellà, 1984; 3a edició en català, 1986; versió francesa: Soleil Soleil. Tolosa: Ed. Milan).[2]
- La Nit. Direcció artística: Salvador Saura i Ramon Torrente. Barcelona: Edicions de l'Eixample, 1987 (2a edició, 1988; 3a edició, 1990).[2]
- Somnis: Un llibre per llegir a les fosques. Barcelona: Aliorna, 1987.[2]
- Comediants: Agenda perpètua. Ideació: Joan Font i Comediants. Guió i selecció del material: Jaume Bernadet, Jin Hua Kuan, Joan Font i Paca Sola. Barcelona: Institut del Teatre; Diputació de Barcelona; Barcanova, 1998.[2]
- Font i Pujol, Joan. Retorn a Olesa. Olesa de Montserrat: Paper d'Estrassa, 2008.[2]
- «La màscara del teatre». Hamlet, núm. 4 (2010), p. 4.[2]